# Sueiro (El Franco)
Sueiro es un lugar perteneciente a la parroquia de Prendones, en el concejo de El Franco, comarca de Eo-Navia, Principado de Asturias, España.